# 자오투이현
자오투이현(베트남어: Huyện Giao Thuỷ / 縣膠水 교수현)은 베트남 남딘성에 속한 현이다. 홍강 삼각주에 위치한다.

## 지리
자오투이현은 북쪽으로 홍강에 막혀 있고, 타이빈성 띠엔하이현 및 끼엔쓰엉현과 서로 접한다. 동쪽과 남쪽으로는 통킹만에 접하고, 서쪽으로는 쑤언쯔엉현 및 하이허우현과 접한다.

## 행정 구역
자오투이현은 2시진(市鎭) 20사(社)를 관할하며, 현청 소재지는 응오동시진이다.

### 시진
- 응오동시진(베트남어: Thị trấn Ngô Đồng / 梧桐市鎭)
- 꾸엇럼시진(베트남어: Thị trấn Quất Lâm / 橘林市鎭)

### 사
- 박롱사(베트남어: Xã Bạch Long / 白隆社)
- 빈호아사(베트남어: Xã Bình Hòa / 平和社)
- 자오안사(베트남어: Xã Giao An / 膠安社)
- 자오쩌우사(베트남어: Xã Giao Châu / 膠洲社)
- 자오하사(베트남어: Xã Giao Hà / 膠河社)
- 자오하이사(베트남어: Xã Giao Hải / 膠海社)
- 자오흐엉사(베트남어: Xã Giao Hương / 膠香社)
- 자오락사(베트남어: Xã Giao Lạc / 膠樂社)
- 자오롱사(베트남어: Xã Giao Long / 膠隆社)
- 자오년사(베트남어: Xã Giao Nhân / 膠仁社)
- 자오퐁사(베트남어: Xã Giao Phong / 膠豐社)
- 자오떤사(베트남어: Xã Giao Tân / 膠新社)
- 자오타인사(베트남어: Xã Giao Thanh / 膠清社)
- 자오티엔사(베트남어: Xã Giao Thiện / 膠善社)
- 자오틴사(베트남어: Xã Giao Thịnh / 膠盛社)
- 자오띠엔사(베트남어: Xã Giao Tiến / 膠進社)
- 자오쑤언사(베트남어: Xã Giao Xuân / 膠春社)
- 자오옌사(베트남어: Xã Giao Yến / 膠晏社)
- 호아인선사(베트남어: Xã Hoành Sơn / 黃山社)
- 홍투언사(베트남어: Xã Hồng Thuận / 洪順社)

## 환경
자오투이현은 열대 기후 지역이며, 맹그로브가 많다. 과거에 현 전체가 황무지를 개간한 비율이 높았고, 농업이 현의 주요 경제 원천이다.

## 관광
자오투이현은 관광업이 발전하여 2003년에 쑤언투이 국가공원이 설립되었고, 이후 람사르 협약에 가입하였다.

## 교육
자오투이현의 교육은 발전 속도가 빨라 전국에서 55위를 차지하고 있다. 2007년에서 2008년까지 자오투이현의 레홍퐁 고등학교는 졸업비율이 100%를 달성하였고, 남딘성 전체에서 상류학교에 속하였다. 자오투이 제1중학교의 교육 수준 또한 높다.

## 교통
자오투이현의 교통은 수운을 주로 하며, 도로 발전은 완벽하지는 못하다. 현재도 여전히 타이빈성과 통하는 교량을 건설하지 않고 있어 타이빈성으로 가는 나루터 하나 밖에 없다.